# Секу, Сергей Фёдорович
Сергей Фёдорович Секу (рум. Serghei Secu; 28 ноября 1972, Кишинёв) — советский и молдавский футболист, защитник, тренер. Выступал за сборную Молдавии.

## Биография

### Клубная карьера
Воспитанник республиканской спортшколы Кишинёва. Взрослую карьеру начал в 1989 года в составе кишинёвского «Нистру» (позднее — «Зимбру») в первой лиге СССР. За три сезона сыграл в этом турнире 44 матча.
После распада СССР покинул «Зимбру» и перешёл в клуб высшей лиги Молдавии «Амоком», позже переименованный в «Спортул Студенцеск», и выступал за него в течение двух лет. В начале 1994 года перешёл в тираспольский «Тилигул», где провёл четыре с половиной сезона, сыграв около 100 матчей. В составе «Тилигула» становился серебряным призёром чемпионата страны 1993/94, 1994/95, 1995/96, 1997/98, бронзовым призёром 1996/97; обладателем Кубка Молдавии 1993/94, 1994/95. Участвовал в играх еврокубков.
После ухода из «Тилигула» некоторое время не выступал в соревнованиях высокого уровня. Осенью 2000 года провёл 3 матча в высшем дивизионе Польши за «Шлёнск» (Вроцлав). В августе 2002 года сыграл 3 матча за хабаровскую «СКА-Энергию» в первом дивизионе России. Осенью 2003 года играл в чемпионате Казахстана за «Женис» (Астана) и стал бронзовым призёром турнира.
В конце 2003 года вернулся на родину и играл за аутсайдеров местного чемпионата кишинёвские «Униспорт-Авто» и «Стяуа». В 2005 году сыграл 3 матча за ереванский «Бананц» и стал бронзовым призёром чемпионата Армении. В конце карьеры снова играл за «ЦСКА-Стяуа», а также за аутсайдера второго дивизиона Румынии «Сэчеле», другие румынские и молдавские команды низших дивизионов и клуб из Северного Кипра «Кючюк Каймаклы».

### Карьера в сборной
Выступал за сборные СССР младших возрастов. В составе сборной 18-летних принимал участие в отборочных играх юношеского чемпионата Европы 1990 года, в котором сборная СССР стала победителем.
Дебютировал в сборной Молдавии в её первом официальном матче, 2 июля 1991 года против сборной Грузии. Свой единственный гол за сборную забил 12 октября 1994 года в отборочном турнире чемпионата Европы в ворота сборной Уэльса. Всего в 1991—1997 годах провёл 27 матчей за сборную, из них первые 7 игр в 1991—1992 годах не учитываются ФИФА, но учитываются Федерацией футбола Молдавии.

### Карьера тренера
В 2009—2013 годах работал в системе клуба «Рапид» (Гидигич), ранее называвшемся «ЦСКА-Рапид». Занимал должность спортивного директора, при этом несколько раз исполнял обязанности главного тренера (август-сентябрь 2009, июль 2011 — март 2012, апрель-июнь 2012, январь-апрель 2013, сентябрь-октябрь 2013). Летом 2013 года вместе с группой игроков перешёл в «Костулены», но уже через полмесяца из-за невыполнения финансовых запросов вернулся обратно. В октябре 2013 года из-за финансового кризиса в «Рапиде» окончательно покинул клуб.
В дальнейшем возглавлял клубы высшего дивизиона Молдавии «Академия» (Кишинёв), «Сфынтул Георге», «Зимбру».
В декабре 2019 года назначен тренером юниорской сборной Молдавии.
Имеет тренерскую лицензию PRO.

## Достижения
- Серебряный призёр чемпионата Молдавии: 1993/94, 1994/95, 1995/96, 1997/98
- Бронзовый призёр чемпионата Молдавии: 1996/97
- Обладатель Кубка Молдавии: 1993/94, 1994/95
- Финалист Кубка Молдавии: 1995/96
- Бронзовый призёр чемпионата Казахстана: 2003
- Бронзовый призёр чемпионата Армении: 2005